# Walter Scott
Walter Scott (ur. 15 sierpnia 1771 w Edynburgu, zm. 21 września 1832 w Abbotsford) − szkocki adwokat, powieściopisarz i poeta.

## Życiorys
Wychowywał się, a potem studiował prawo, w rodzinnym mieście, a następnie poszedł w ślady ojca, zostając adwokatem i urzędnikiem sądowym. Interesował się folklorem i historią Szkocji. Korzystał z tej tematyki w swojej twórczości i zapoczątkował w Anglii znamienne dla epoki romantyzmu zainteresowanie kulturą i twórczością ludową.
W marcu 1801 został wolnomularzem, wstępując do Loży świętego Dawida w Edynburgu.
Początkowo zajmował się głównie poezją, lecz po ukończeniu 40 lat zmienił profil swojej twórczości literackiej, pisząc przede wszystkim powieści. Jego główną domeną były powieści historyczne, w których łączył realizm historyczny z fantastyką oraz tajemniczymi ludowymi legendami i wierzeniami. Scott pobudził zainteresowanie baśniowo-rycerską przeszłością rodów Szkocji. Tematyka jego powieści dotyczyła często dziejów pogranicza szkocko-angielskiego na przełomie XVII–XVIII w., a w dziełach późniejszych zajmował się angielskim i francuskim udziałem w wyprawach krzyżowych.

### Powieściopisarz
W 1813 roku niepowodzenie jego ostatniego poematu Rokeby i rosnące potrzeby finansowe związane z budową Abbotsford i kłopotami pieniężnymi jego przyjaciela i wydawcy skłoniły pisarza do poszukiwania innych źródeł dochodu. Odnaleziony przypadkiem wiosną 1814 roku brulion rozpoczętego przed laty dzieła zajął go na tyle, że w czerwcu miał już gotową powieść z dziejów pogranicza angielsko-szkockiego, której dał tytuł Waverley. Jej akcja rozgrywa się w 1745 podczas powstania jakobickiego. Powieść została wydana w lipcu 1814 roku u Constable’a w Edynburgu i Logmana w Londynie. Scott, nie będąc pewien jej powodzenia, wydał ją anonimowo. Sukces utworu przeszedł najśmielsze oczekiwania autora. Pod koniec lata, po powrocie z podróży po północnej Szkocji i wyspach, dowiedział się, że Constable przygotowuje trzecie wydanie książki i domaga się następnej powieści.
Pisarz mieszkał w tym czasie w Abottsford, zajmując się rozbudową pałacu. Poszerzał też stale majętność. Jeszcze w 1814 roku podwoił jej obszar ze stu akrów do dwustu, w 1817 roku miał już tysiąc akrów i dokupił majątek Huntly Burn. Jego pasją było w tym czasie zadrzewianie nabytych terenów, na co wydawał znaczne pieniądze. Połowę roku spędzał w Edynburgu, gdzie uczestniczył w sesjach sądu.
W lutym 1815 roku Scott wydał swoją kolejną powieść, zatytułowaną Guy Mannering, opowiadającą o losach zaginionego spadkobiercy na tle barwnej mozaiki społeczeństwa szkockiego końca XVIII wieku. Również tę powieść wydał anonimowo, podpisując ją «autor Waverleya». Okazała się bestsellerem. W lipcu i sierpniu pisarz wybrał się w podróż na kontynent. Odwiedził pole bitwy pod Waterloo i Paryż. Pod koniec grudnia tego roku zabrał się do pracy nad kolejną powieścią, która ukazała się drukiem w maju 1816 roku i nosiła tytuł Antykwariusz.

## Dzieła

### Poezje
- Pieśń ostatniego minstrela (The Lay of the Last Minstrel, 1805)
- Marmion. A Tale of Flodden Field, 1808
- Pani Jeziora (The Lady of the Lake, 1810)
- Pan wysp (The Lord of Isles, 1814)

### Powieści
| Rok  | Powieści autora Waverleya                        | Opowieści mojego gospodarza                | Powieści benedyktyńskie |
| ---- | ------------------------------------------------ | ------------------------------------------ | ----------------------- |
| 1814 | Waverley, czyli lat temu sześćdziesiąt           |                                            |                         |
| 1815 | Guy Mannering lub Astrolog                       |                                            |                         |
| 1816 | Antykwariusz                                     | Czarny karzeł Szkoccy purytanie            |                         |
| 1817 | Rob Roy                                          |                                            |                         |
| 1818 |                                                  | Więzienie w Edynburgu                      |                         |
| 1819 | Ivanhoe                                          | Narzeczona z Lammermoor Legenda z Montrose |                         |
| 1820 |                                                  |                                            | Klasztor Opat           |
| 1821 | Kenilworth Pirat                                 |                                            |                         |
| 1822 | Przygody Nigela                                  |                                            |                         |
| 1823 | Pielgrzym Peak Kwintyn Durward Źródła św. Ronana |                                            |                         |
| 1824 | Redgauntlet                                      |                                            |                         |
| 1825 | Narzeczona Talizman                              |                                            |                         |
| 1826 | Woodstock                                        |                                            |                         |
| 1828 | Kroniki Canongate Piękne dziewczę z Perth        |                                            |                         |
| 1829 | Anna z Gerstein                                  |                                            |                         |
| 1831 |                                                  | Hrabia Robert z Paryża Niebezpieczny zamek |                         |

### Inne
- seria książek historycznych Tales of a Grandfather (Opowieści dziadka, 1828–1830)